# Manbuta plumosa
Manbuta plumosa là một loài bướm đêm trong họ Erebidae.